# Fulton (Illinois)
Fulton is een klein stadje (ongeveer 3800 inwoners) in het westen van de staat Illinois in de Verenigde Staten.

## Ligging
Fulton ligt op de oostelijke oever van de Mississippi. Op de westoever, waar de staat Iowa begint, ligt de veel grotere stad Clinton.

## Geschiedenis
Alhoewel Fulton in het midden van de 19e eeuw door een Ierse immigrant gesticht is, heeft het stadje voornamelijk inwoners die afstammen van Nederlandse immigranten.

## Molen
Fulton geniet in de omgeving bekendheid door de daar gebouwde 'Authentic Dutch Windmill'. Deze molen is de beltkorenmolen 'De Immigrant' die in 1999/2000 aldaar door een Nederlands molenmakersbedrijf is gebouwd. Op de molen wordt op vrijwillige basis met windkracht graan gemalen voor particulieren.

## Plaatsen in de nabije omgeving
De onderstaande figuur toont nabijgelegen plaatsen in een straal van 20 km rond Fulton.